# Christopher Guest
Christopher Haden-Guest, 5:e baron Haden-Guest, född 5 februari 1948 i New York, är en brittisk-amerikansk filmregissör, manusförfattare, kompositör och skådespelare. Han är gift med Jamie Lee Curtis.
Guest är känd för ett antal mockumentärer. Åren 1984 och 1985 var han en av medlemmarna i Saturday Night Live-ensemblen.
Hans far Peter Haden-Guest, 4:e baron Haden-Guest var FN-diplomat och gifte sig med en amerikansk kvinna. Efter att Christopher Guest ärvt pärskapet satt han i Brittiska överhuset, men förlorade sin plats när det reformerades 1999.

## Filmografi (urval)
- 1984 – Spinal Tap (musik, manus och roll)
- 1984-1985 - Saturday Night Live (TV-serie; regi, manus och roller)
- 1986 – Little Shop of Horrors (roll)
- 1987 – Bleka dödens minut (roll)
- 1992 - Simpsons, avsnitt The Otto Show (gäströst i TV-serie)
- 1992 – A Year and a Half in the Life of Metallica (medverkan i dokumentärfilm)
- 1992 – På heder och samvete (roll)
- 1994 –  The Return of Spinal Tap (roll)
- 1996 – Waiting for Guffman (musik, regi, manus och roll)
- 1998 – Små soldater (röstroll)
- 2000 – Best in Show (regi, manus och roll)
- 2003 – A Mighty Wind (regi, manus och roll)
- 2009 – Natt på museet 2 (roll)
- 2009 – The Invention of Lying (roll)
- 2025 – Spinal Tap II: The End Continues